# Rifugio Allievi-Bonacossa
Il rifugio Allievi-Bonacossa è un rifugio alpino situato nel comune di Val Masino, in Valtellina, a 2.388 m s.l.m.

## Storia
Nel 1897 la Sezione di Milano edificava in Valle Zocca un  rifugio chiamato Capanna Zocca. La capanna venne distrutta l’anno dopo. Nel 1905 venne costruito il rifugio (dedicato a Francesco Allievi), rifugio che venne abbattuto da una valanga nel 1916.  Nel 1918 fu ricostruito da un distaccamento del Quinto Reggimento Alpini.
La sezione di Milano, con il concorso del CAAI, ha costruito nel 1984, nelle vicinanze, il più moderno e ampio rifugio Bonacossa.
Inaugurato nel 1988, ricorda Aldo Bonacossa, alpinista, accademico del CAI, autore nel 1915 della prima monografia italiana dedicata al Gruppo Ortles-Cevedale e del volume Masino-Bregaglia-Disgrazia edito nel 1936, e suo fratello Alberto Bonacossa, personalità nota dello sport italiano e presidente della Sezione di Milano dal 1930 al 1937.

## Caratteristiche e informazioni
Il rifugio è composto dai due edifici Rifugio Allievi e Rifugio Bonacossa che occupano un terrazzamento sommitale della Valle di Zocca;

## Accessi
Dal parcheggio della val di Mello, località San Martino, seguire a piedi i segnavia rosso-bianchi su sentiero E. Per abbreviare il percorso di venti minuti circa, si può utilizzare un pulmino apposito che conduce fino all'Osteria del Gatto Rosso e da lì riprendere il sentiero; questo perché l'accesso carrozzabile oltre San Martino è vietato e solo pochi mezzi sono autorizzati a transitare. Il rifugio è anche accessibile dal Rifugio Gianetti o dal Rifugio Cesare Ponti lungo il Sentiero Roma in circa 5,30 (dal rifugio Giannetti) o 6:45 ore (dal rifugio  Ponti) di cammino (EE).

## Ascensioni
- Punta Allievi (3.176 m s.l.m.)

## Traversate
- Rifugio Gianetti in Val Porcellizzo per i passi del Camerozzo, Qualido e dell'Averta (A2)
- Rifugio Ponti in Val di Predarossa per i passi Val Torrone, Cameraccio e Bocchetta Roma (A3)
- Rifugio del Forno in Val del Forno, Svizzera, per il Passo Lurani (B3)
- Rifugio Albigna in Valle Albigna, Svizzera, per il Passo di Zocca (B4)

## Curiosità
Nell'inverno 2000 una valanga scesa dalle pendici della Punta Allievi, danneggiò il vecchio rifugio e sfondò il tetto e l'ultimo piano del Bonacossa. Entrambi gli edifici furono poi ricostruiti, ma il Bonacossa venne leggermente ridotto nelle dimensioni e le falde del tetto furono ruotate di 90°.